# B.F. Skinner
Burrhus Frederic Skinner (født 20. marts 1904, død 18. august 1990) var en amerikansk professor i psykologi ved Harvard University. Han studerede Ivan Petrovich Pavlov og byggede videre på hans forsøg og teorier om behaviorisme. Han bliver kaldt "fader" til den nyere undervisningsteknologi. En person er ”en organisme, et medlem af menneskearten, der har erhvervet et adfærdsrepertoire" – Dvs. igennem samspil med omgivelserne. Her igennem er det ikke én faktor, men flere faktorer, bl.a. læreprocesser, den klassiske betingning, dels trial and error (Edward Thorndike) og via operant betingning, som ifølge Skinner, er den vigtigste forklaring på menneskets udvikling. Adskiller sig fra John Watson ved også at beskæftige sig med den indre del af mennesket, dvs. følelserne og bevidstheden, som resulterer i vores adfærd.